# Gott ist unsre Zuversicht
Gott ist unsre Zuversicht (in tedesco, "Dio è la nostra speranza") BWV 197 è una cantata di Johann Sebastian Bach.

## Storia
Nel 1728 a Lipsia, Bach compose una cantata natalizia dal titolo Ehre sei Gott in der Höhe (BWV 197.1) che rivisitò nel 1736–37 in una cantata per matrimonio. Il quinto movimento è un corale su una stanza di Martin Lutero, con un movimento finale di Georg Neumark; il resto del componimento è anonimo.

## Struttura
La cantata è predisposta per tre voci soliste (soprano, alto e basso), un coro a quattro voci, tre trombe, timpani, due oboi, due oboi d'amore, un fagotto, due violini, una viola e un basso continuo.
I dieci movimenti dell'opera sono divisi in due parti da cinque movimenti ciascuno di modo da essere eseguiti prima e dopo il sermone cerimoniale.
Parte 1
1. Coro: Gott ist unsre Zuversicht
2. Recitativo (basso): Gott ist und bleibt der beste Sorger
3. Aria (alto): Schläfert allen Sorgenkummer
4. Recitativo (basso): Drum folget Gott und seinem Triebe
5. Coale: Du süße Lieb, schenk uns deine Gunst

Parte 2
1. Aria (basso): O du angenehmes Paar
2. Recitativo (soprano): So wie es Gott mit dir
3. Aria (soprano): Vergnügen und Lust
4. Recitativo (bass): Und dieser frohe Lebenslauf
5. Corale: So wandelt froh auf Gottes Wegen

Il movimento d'apertura è un "da capo" per coro costituito da una parte preminente per tromba e un violino attivo. Le parti vocali utilizzano la tecnica della fuga. Il recitativo del basso è secco e "presenta una melodia di semplicità nativa e semplice, quasi bambinesca". L'aria dell'alto ha una struttura che combina il da capo ed il ritornello; l'introduzione strumentale differisce significativamente dalla sezione d'apertura. Il quarto movimento è un recitativo per basso con accompagnamento di corde. La sezione si chiude col coro a quattro parti che varia in lunghezza.
La seconda parte si apre con un'aria per basso che "ha un suono dolce". Segue quindi una parte recitativa per soprano e un'aria per basso nella BWV 197.1 ma nella BWV 197.2 è indicata per soprano. L'aria è nello stile siciliano. Il penultimo movimento è un basso recitativo con oboi e intersezioni di violini. Il corale finale è relativamente semplice.